# Jutsko

Mapa Dánska se zvýrazněním Jutského poloostrova. Červenou barvou znázorněna oblast bezvýhradně považovaná za Jutsko, oranžovou a žlutou území, u kterých to není běžné

Jutsko či Jutský poloostrov (dánsky Jylland, německy Jütland) je poloostrov v severní Evropě. Tvoří hlavní pevninskou část Dánska (70 % celkové rozlohy) a nejsevernější část Německa, navazuje na Kimberský poloostrov, odděluje od sebe Severní a Baltské moře. Je nížinatý, s menšími vyvýšeninami. Rozloha Jutska činí 29 775 km² a žije v něm 2 491 852 obyvatel (2004) (z toho 2,188 milionů v Dánsku, 40 % obyvatel této země).

## Etymologie
Jméno Jutsko pochází od germánského kmene Jutů, kteří odtud v 5. století spolu s Angly a Sasy odešli do Anglie, částečně též byli asimilováni Dány, kteří toto území následně obsadili.

## Osídlení
Největší jutské město je Aarhus, nejvyšší vrch je Ejer Baunehøj (171 m) či poblíž ležící vrch Yding Skovhøj, nejdelší řeka Gudenå má délku 158 km. Další větší města v Dánsku jsou Aalborg, Esbjerg, Frederikshavn, Randers, Kolding, Silkeborg, Ribe, Vejle, Viborg, Horsens a Billund. Největší města na německé straně pak zahrnují Kiel, Flensburg a Neumünster.